# Artur Eršov
Artur Stanislavovič Eršov (in russo Артур Станиславович Ершов?; Mosca, 7 marzo 1990) è un pistard e ciclista su strada russo, campione del mondo 2015 nella corsa a punti su pista e attivo in formazioni UCI dal 2009 al 2022.

## Palmarès

### Pista
- 2007 (Juniores)

Campionati europei, Inseguimento individuale Junior
- 2008

3ª prova Coppa del mondo 2008-2009, Inseguimento a squadre (Cali, con Leonid Krasnov, Valerij Kajkov e Vladimir Ščekunov)
- 2009

Campionati europei, Inseguimento a squadre Under-23 (con Valerij Kajkov, Evgenij Kovalëv e Aleksandr Petrovskij)
Campionati europei, Corsa a punti Under-23
- 2010

Campionati europei, Inseguimento a squadre Under-23 (con Sergej Černeckij, Valerij Kajkov e Sergej Šilov)
Campionati europei, Corsa a punti Under-23
- 2011

3ª prova Coppa del mondo 2010-2011, Corsa a punti (Pechino)
Classifica generale Coppa del mondo 2010-2011, Corsa a punti
Campionati europei, Inseguimento individuale Under-23
Campionati europei, Inseguimento a squadre Under-23 (con Sergej Černeckij, Maksim Kozyrev e Kirill Svešnikov)
- 2012

Campionati europei, Inseguimento a squadre (con Valerij Kajkov, Aleksej Markov e Aleksandr Serov)
- 2013

3ª prova Coppa del mondo 2012-2013, Omnium (Aguascalientes)
Campionati russi, Inseguimento a squadre (con Evgenij Kovalëv, Ivan Savickij e Aleksandr Serov)
- 2015

Campionati del mondo, Corsa a punti
- 2018

4-Bahnen-Tournee Singen, Americana (con Maksim Piskunov)
Grand Prix Tula, Americana (con Maksim Piskunov)
- 2019

Campionati russi, Omnium
Fire on Wheels, Americana (con Maksim Piskunov)

### Strada
- 2010 (Lokomotiv, una vittoria)

5ª tappa, 2ª semitappa Vuelta a Palencia (Palencia > Palencia)
- 2011 (Lokosphinx, due vittorie)

4ª tappa Vuelta a Bidasoa (Irun > Irun)
2ª tappa Vuelta a Navarra (San Adrián > Mendavia)
- 2012 (RusVelo, una vittoria)

8ª tappa Tour of Qinghai Lake (Qilian > Zhangye)
- 2014 (RusVelo, due vittorie)

4ª tappa Gran Premio Udmurtskaya Pravda (Iževsk > Iževsk)
Classifica generale Gran Premio Udmurtskaya Pravda
- 2018 (Marathon-Tula, una vittoria)

3ª tappa Vuelta Ciclista a Costa Rica (La Cruz > Nicoya)
- 2020 (Marathon-Tula, una vittoria)

Classifica generale Tour of Mevlana

#### Altri successi
- 2010 (Lokomotiv)

Volta ao Ribeiro
- 2016 (Gazprom-RusVelo)

1ª tappa, 2ª semitappa Settimana Internazionale di Coppi e Bartali (Gatteo, cronosquadre)

## Piazzamenti

### Grandi Giri
- Giro d'Italia

2016: fuori tempo massimo (16ª tappa)

### Classiche monumento
- Milano-Sanremo

2017: 180º

### Competizioni mondiali
- Campionati del mondo su pista

Città del Capo 2008 - Inseguimento a squadre Junior: 2º
Città del Capo 2008 - Inseguimento individuale Junior: 7º
Città del Capo 2008 - Americana Junior: 5º
Pruszków 2009 - Omnium: 9º
Ballerup 2010 - Corsa a punti: ritirato
Ballerup 2010 - Inseguimento individuale: 13º
Melbourne 2012 - Inseguimento a squadre: 4º
Melbourne 2012 - Americana: 6º
Minsk 2013 - Inseguimento a squadre: 5º
Minsk 2013 - Omnium: 6º
Cali 2014 - Inseguimento a squadre: 4º
Cali 2014 - Americana: 9º
Saint-Quentin-en-Yvelines 2015 - Inseguimento a squadre: 5º
Saint-Quentin-en-Yvelines 2015 - Corsa a punti: vincitore
Londra 2016 - Corsa a punti: 15º
Pruszków 2019 - Americana: 16º
- Campionati del mondo su strada

Città del Capo 2008 - Cronometro Junior: 17º
Città del Capo 2008 - In linea Junior: 6º
Copenaghen 2011 - Cronometro Under-23: 15º
Valkenburg 2012 - Cronosquadre: 14º

### Competizioni europee
- Campionati europei su pista

Cottbus 2007 - Inseguimento individuale Junior: vincitore
Pruszków 2008 - Inseguimento individuale Junior: 2º
Pruszków 2008 - Inseguimento individuale Under-23: 6º
Pruszków 2008 - Americana Under-23: 9º
Minsk 2009 - Inseguimento a squadre Under-23: vincitore
Minsk 2009 - Corsa a punti Under-23: vincitore
San Pietroburgo 2010 - Inseguimento individuale Under-23: 2º
San Pietroburgo 2010 - Inseguimento a squadre Under-23: vincitore
San Pietroburgo 2010 - Corsa a punti Under-23: vincitore
San Pietroburgo 2010 - Omnium Under-23: 5º
San Pietroburgo 2010 - Americana Under-23: ritirato
Anadia 2011 - Inseguimento individuale Under-23: vincitore
Anadia 2011 - Inseguimento a squadre Under-23: vincitore
Panevėžys 2012 - Inseguimento a squadre: vincitore
Panevėžys 2012 - Americana: 2º
Panevėžys 2012 - Omnium: 2º
Apeldoorn 2013 - Inseguimento a squadre: 2º
Baie-Mahault 2014 - Inseguimento a squadre: 3º
Baie-Mahault 2014 - Omnium: 6º
- Campionati europei su strada

Verbania 2008 - Cronometro Junior: 6º
Verbania 2008 - In linea Junior: 19º
Offida 2011 - Cronometro Under-23: 10º
Herning 2017 - In linea Elite: 99º